# Chorizanthe turbinata
Chorizanthe turbinata là một loài thực vật có hoa trong họ Rau răm. Loài này được Wiggins mô tả khoa học đầu tiên năm 1940.